# Charles Mann

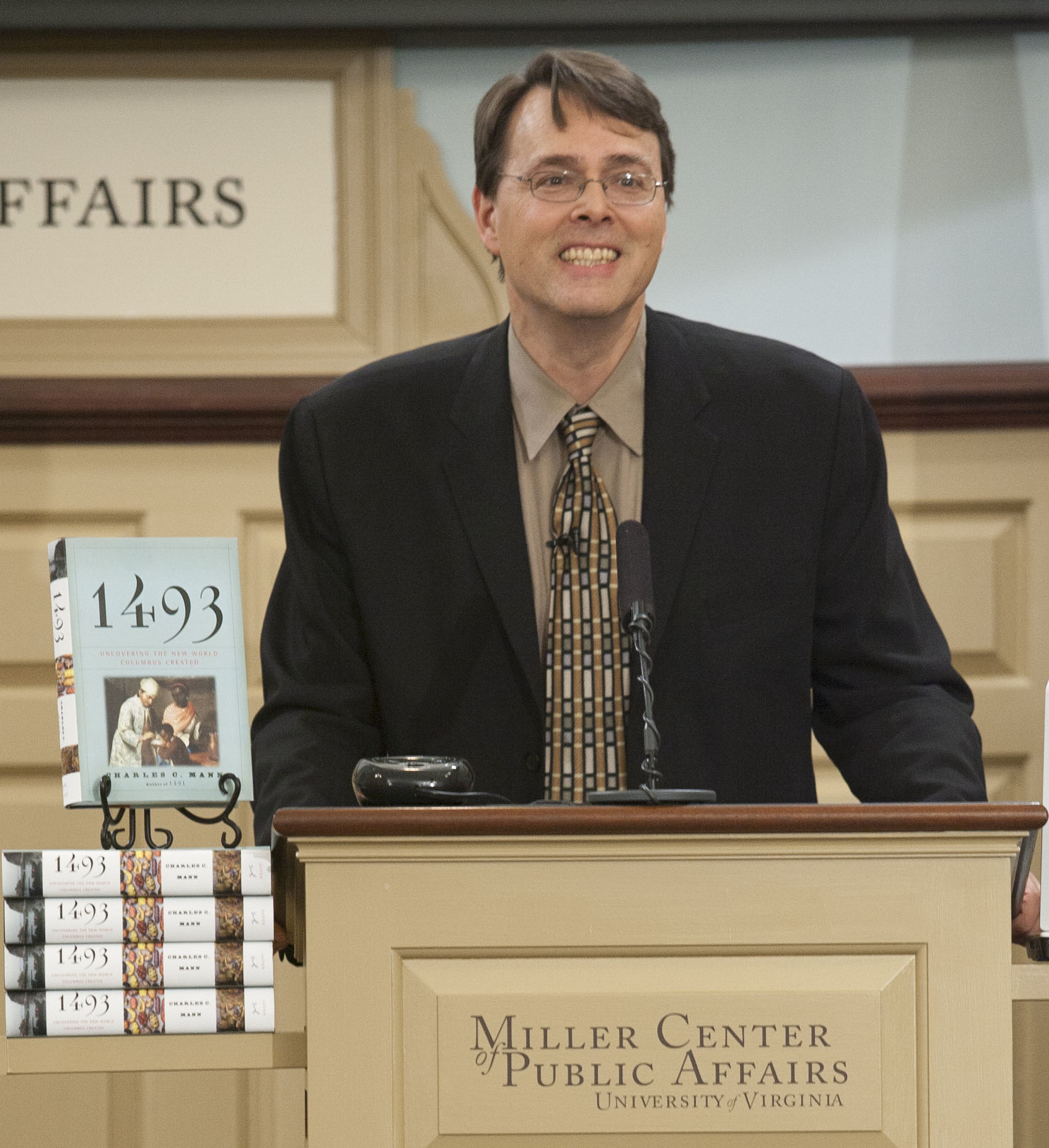
Charles Mann in 2011

Charles C. Mann, (Michigan,12 juni 1955) is een Amerikaanse journalist en schrijver, gespecialiseerd in wetenschappelijke onderwerpen.
Mann genoot zijn academische opleiding aan het Amherst College in Amherst (Massachusetts). 
Zijn specialisme was non-fictie.
Amherst is ook de plaats waar hij woont met zijn vrouw en kinderen.
Zijn boek 1491: New Revelations of the Americas Before Columbus werd bekroond met de National Academies Communication Award voor het beste boek van het jaar. 
Hij is coauteur van vier boeken en wetenschappelijk redacteur van The Atlantic Monthly en Wired.
Mann schreef ook voor Fortune, The New York Times, Smithsonian, Technology Review, Vanity Fair en The Washington Post. 
In 2005 schreef hij 1491: New Revelations of the Americas Before Columbus, gevolgd in 2011 door 1493: Uncovering the New World Columbus Created.
Hij is drievoudig finalist voor de National Magazine Award en bekroond schrijver door de American Bar Association, het American Institute of Physics, de Alfred P. Sloan Foundation, en de Lannan Foundation.
In 2018 publiceerde Mann "The Wizard and the Prophet", een werk dat in details ingaat op twee concurrerende theorieën over de toekomst van de landbouw, bevolking en het milieu. De "tovenaar" waaraan Mann refereert is Norman Borlaug, de winnaar van de Nobelprijs voor de Vrede, wegens ontwikkeling van de Groene Revolutie en het redden van een miljard mensenlevens van de hongerdood. Wat de "profeet" aangaat, verwijst Mann naar de Amerikaanse ecoloog en ornitholoog William Vogt (1902-1968), een vroege bepleiter van bevolkingscontrole.